# Ejército de Tierra
Das Ejército de Tierra umfasst das Gros der Landstreitkräfte des spanischen Militärs. Einzige Landstreitkräfte, die nicht zum Heer gehören, sind die Guardia Civil und die Guardia Real. Es bildet mit der Armada Española (Marine) und dem Ejército del Aire (Luftstreitkräfte) die spanischen Streitkräfte. Im spanischen Heer, der größten Teilstreitkraft, dienen knapp 76.000 Berufssoldaten. Seit 2001 bestehen die spanischen Streitkräfte nur noch aus Freiwilligen.

## Auftrag
Das spanische Heer hat als Landkomponente den Auftrag, die Existenz, Souveränität und territoriale Integrität Spaniens zu schützen.

### Struktur

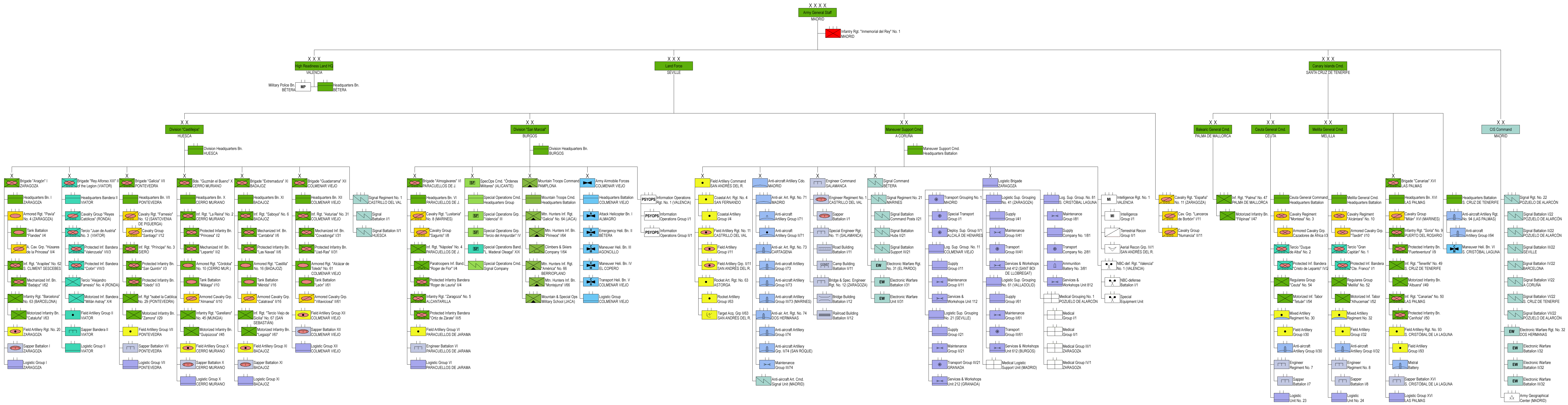
Gliederung des spanischen Heeres seit 2021

## Organisation

### Führungseinrichtungen und Verbände
- Generalstab der Armee, in Madrid
  - Armeestab
  - Kabinettschef des Armeestabes
  - Kommunikationskommando
    - Geographiezentrum der Armee

  - Militärisches Kultur- und Geschichteinstitut
  - Juristisches Hauptquartier
  - Infanterieregiment "Inmemorial del Rey" Nr. 1, in Madrid
  - NATO Rapid Deployable Spanish Corps (NATO-RDC-ESP), in Valencia
  - Kommando Landstreitkräfte
    - Division "Castillejos", in Huesca
      - Brigade "Aragón" I, in Saragossa
      - Brigade "Rey Alfonso XIII" II der Legion, in Viator
      - Brigade "Galicia" VII, in Pontevedra
      - Brigade "Guzmán el Bueno" X, in Cerro Muriano
      - Brigade "Extremadura" XI, in Badajoz
      - Brigade "Guadarrama" XII, in Colmenar Viejo

    - Division "San Marcial", in Burgos
      - Brigade "Almogávares" VI der Fallschirmjäger, in Paracuellos de Jarama
      - Spezielle Operationen Kommando, in Alicante
      - Gebirgstruppen Kommando (in Aufstellung)
      - Luftmobile Kräfte des Heeres, in Colmenar Viejo

    - Manöver Unterstützungskommando (in Aufstellung)
      - Feldartilleriekommando, in San Andrés del Rabanedo
      - Luftabwehrartillieriekommando, in Madrid
      - Pionierkommando, in Salamanca
      - Fernmeldekommando, in Bétera
      - Logistikbrigade, in Saragossa
      - ABC-Abwehrregiment "Valencia" Nr. 1, in Valencia
      - Heeresnachrichtendient Regiment Nr. 1, in Valencia
      - Informations-Operationen Regiment Nr. 1, in Valencia
      - Kavallerieregiment "España" Nr. 11, in Zaragoza

  - Kommando Kanarische Inseln, in Santa Cruz de Tenerife
    - Generalkommando Balearische Inseln, in Palma de Mallorca
    - Generalkommando Ceuta, in Ceuta
    - Generalkommando Melilla, in Melilla
    - Brigade "Canarias" XVI, in Las Palmas de Gran Canaria

### Spezial- und Eliteeinheiten

#### Spezialeinheiten
Die Sondereinsatzkräfte unterstehen dem Mando de Operaciones Especiales (dt. „Oberkommando für Sondereinsätze“), des Heeresoberkommando für Spezialeinsätze, einem Großverband auf Brigadebene, der sämtliche Spezialeinheiten des Heeres führt.
Grupos de Operaciones Especiales (GOE)

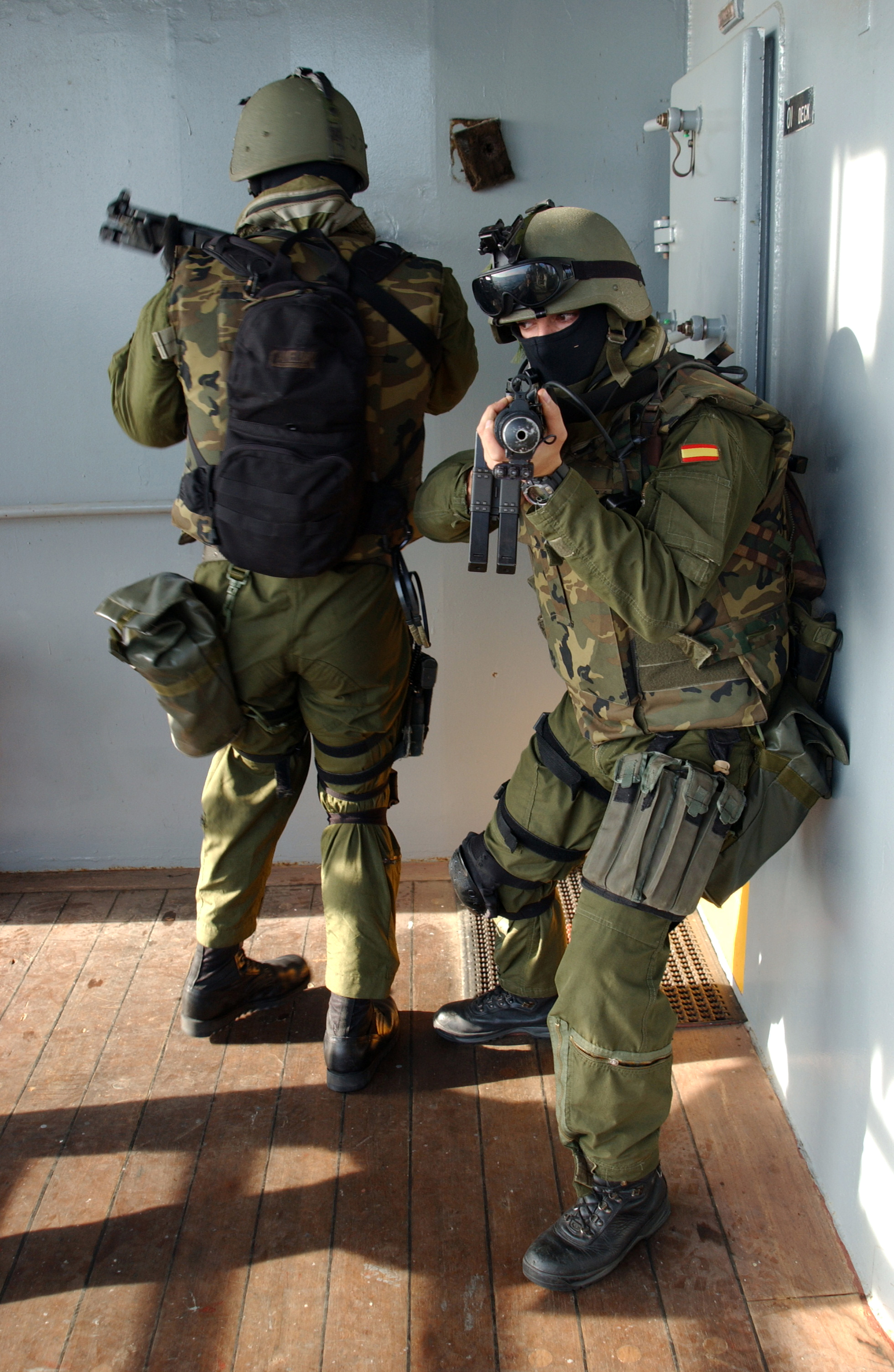
Grupos de Operaciones Especiales (GOE) des spanischen Heeres

Die GOE, auch als boinas verdes („grüne Barette“) bekannt, ist die primäre Spezialeinheit des Heeres, und gliedert sich in Gruppen und Kompanien. Sie sind hauptsächlich für nichtkonventionelle Kriegsführung und den Kampf tief hinter feindlichen Linien ausgebildet. Derzeit bestehen drei Gruppen, GOE Valencia III, GOE Tercio de Ampurdán IV, GOE Maderal Oleaga XIX (Teil der Spanischen Legion), allesamt stationiert in Alicante.
Im Blickpunkt der Medien waren die GOE zuletzt, als sie während des Petersilienkrieges die gleichnamige Insel stürmten und ohne Blutvergießen übernahmen (2002).
Compañía de Esquiadores Escaladores
Die Compañía de Esquiadores Escaladores (dt. Skifahrer und Bergsteigerkompanie) ist eine Spezialeinheit der leichten Infanterie der spanischen Gebirgstruppe Brigada de Cazadores de Montaña "Aragón I" und ist in Huesca stationiert. Sie sind für nichtkonventionelle Kriegsführung und Kampf hinter den feindlichen Linien im Hochgebirge und unter extremer Kälte ausgebildet.

#### Eliteeinheiten
Brigada de Infantería Ligera Paracaidista (BRIPAC, Fallschirmjäger)
Die Soldaten der Brigada de Infantería Ligera Paracaidista haben neben einer Infanterieausbildung auch eine militärische Zusatzausbildung, die sie zur Luftlandung auch durch Fallschirmsprung befähigt. Durch die besonderen Anforderungen dieser Truppengattung, gehören eine umfangreiche Waffen- und Schießausbildung sowie Sonderlehrgänge unter verschiedenen klimatischen und einsatznahen Bedingungen zum Ausbildungsprogramm. Fallschirmjäger können eine bedingte Zeit auf sich gestellt den Kampf in der Tiefe hinter den feindlichen Linien als Jagdkampf kämpfen. Ein großer Anteil der Fallschirmjäger durchläuft Lehrgänge als Einzelkämpfer und im Häuserkampf.

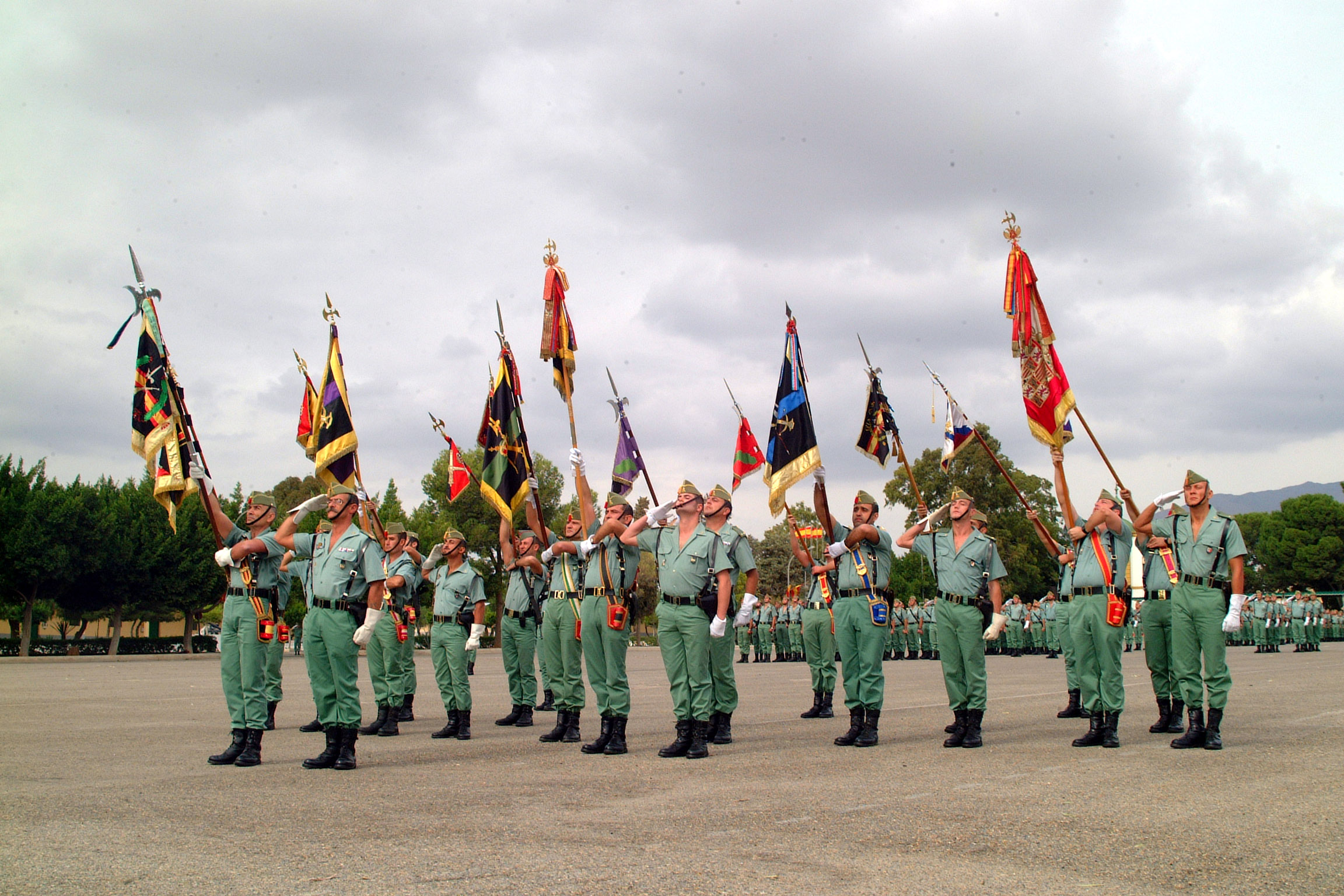
Spanische Legion
Die Spanische Legion (span. Legión Española), die ehemalige spanische Fremdenlegion, ist eine militärische Eliteeinheit der Spanischen Streitkräfte. Sie ist besonders entlang der marokkanischen Küste in den Plazas de Soberanía im Einsatz. Die Grupo de Operaciones Especiales "Maderal Oleaga" XIX ist allerdings anders als der Rest der Legion als Sondereinsatzverband klassifiziert und untersteht direkt dem Mando de Operaciones Especiale (Heeresoberkommando für Sondereinsätze).
Die Legión Española wurde als spanisches Pendant zur französischen Fremdenlegion mit der Bezeichnung Tercio de Extranjeros gegründet, ist jedoch heute keine Fremdenlegion mehr. Bevor Spanien seine afrikanischen Territorien aufgeben musste, war die Legion in Spanisch-Sahara und Spanisch-Marokko stationiert.
Heute übernimmt die spanische Legion als Eliteeinheit der leichten Infanterie häufig UNO-Friedensmissionen, u. a. in Bosnien, Kroatien, Angola, Nicaragua, Haiti, El Salvador und Guatemala.
Regulares
Die Regulares (Fuerzas Regulares Indígenas, zu deutsch: Reguläre Indigene Kräfte) sind eine leichte Infanterieeinheit und heute, ähnlich wie die Legion, vor allem in den Plazas de soberanía entlang der marokkanischen Küste stationiert. Sie nehmen aber auch gelegentlich an internationalen Friedensmissionen teil. Ursprünglich wurden die Regulares aus der einheimischen Bevölkerung von Spanisch-Marokko rekrutiert, heute großteils aus den Einwohnern von Ceuta und Melilla.
Eurokorps
Das Eurokorps ist ein multinationaler militärischer Verband der Staaten Deutschland, Frankreich, Belgien, Spanien und Luxemburg, der allen Mitgliedsstaaten der Westeuropäischen Union (WEU) und den mit der WEU assoziierten Staaten offensteht. Das Korps stellt Kräfte für EU- und NATO-Missionen, u. a. für die schnelle Eingreiftruppe der NATO.
Spanien ist beteiligt durch das 1. Kommando der Landstreitkräfte (früher: División de Infantería Mecanizada Brunete n. 1) mit der 10. Mechanisierten Infanteriebrigade "Guzmán el Bueno", der 11. Mechanisierten Infanteriebrigade "Extremadura" und der 12. Panzerbrigade "Guadarrama".

### Dienstgrade
| NATO-Code | OF-10                | OF-9             | OF-8                | OF-7               | OF-6    | OF-5             | OF-4       | OF-3    | OF-2     | OF-1    | OF-1                     | OF-D             | Oficial cadete |
| --- | -------------------- | ---------------- | ------------------- | ------------------ | ------- | ---------------- | ---------- | ------- | -------- | ------- | ------------------------ | ---------------- | -------------- |
| Spanien |                      |                  |                     |                    |         |                  |            |         |          |         |                          |                  |                |
| Capitán General1 | General de Ejército2 | Teniente General | General de División | General de Brigada | Coronel | Teniente Coronel | Comandante | Capitán | Teniente | Alférez | Caballero Alférez Cadete | Caballero Cadete |                |
| 1 Nur vom spanischen König als Oberkommandierenden der Streitkräfte bekleidet. 2 Nur vom Generalstabschef (JEMAD) und dem Generalstabschef der Verteidigung (JEME) bekleidet. |                      |                  |                     |                    |         |                  |            |         |          |         |                          |                  |                |

| NATO-Code        | OR-9             | OR-9             | OR-9        | OR-9        | OR-9        | OR-9    | OR-8    | OR-8             | OR-7             | OR-7     | OR-6     | OR-6     | OR-6     | OR-6     | OR-6     | OR-6       | OR-5       | OR-5       | OR-5       | OR-5       | OR-5       | OR-5         | OR-4         | OR-4 | OR-3 | OR-3               | OR-2               | OR-2               | OR-2               | OR-2               | OR-2               | OR-2    | OR-1 |
| ---------------- | ---------------- | ---------------- | ----------- | ----------- | ----------- | ------- | ------- | ---------------- | ---------------- | -------- | -------- | -------- | -------- | -------- | -------- | ---------- | ---------- | ---------- | ---------- | ---------- | ---------- | ------------ | ------------ | ---- | ---- | ------------------ | ------------------ | ------------------ | ------------------ | ------------------ | ------------------ | ------- | ---- |
| Spanien          |                  |                  |             |             |             |         |         |                  |                  |          |          |          |          |          |          |            |            |            |            |            |            |              |              |      |      |                    |                    |                    |                    |                    |                    |         |      |
| Suboficial mayor | Suboficial mayor | Suboficial mayor | Subteniente | Subteniente | Subteniente | Brigada | Brigada | Sargento primero | Sargento primero | Sargento | Sargento | Sargento | Sargento | Sargento | Sargento | Cabo mayor | Cabo mayor | Cabo mayor | Cabo mayor | Cabo mayor | Cabo mayor | Cabo primero | Cabo primero | Cabo | Cabo | Soldado de primera | Soldado de primera | Soldado de primera | Soldado de primera | Soldado de primera | Soldado de primera | Soldado |      |

## Ausrüstung

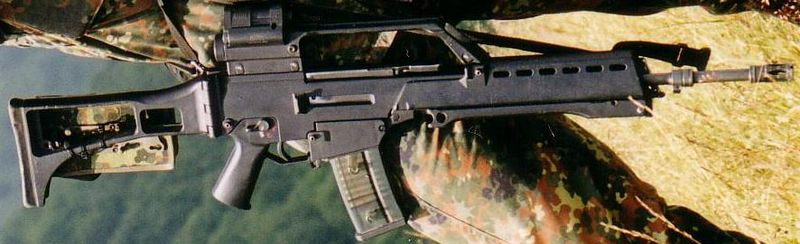
HK G36-Sturmgewehr

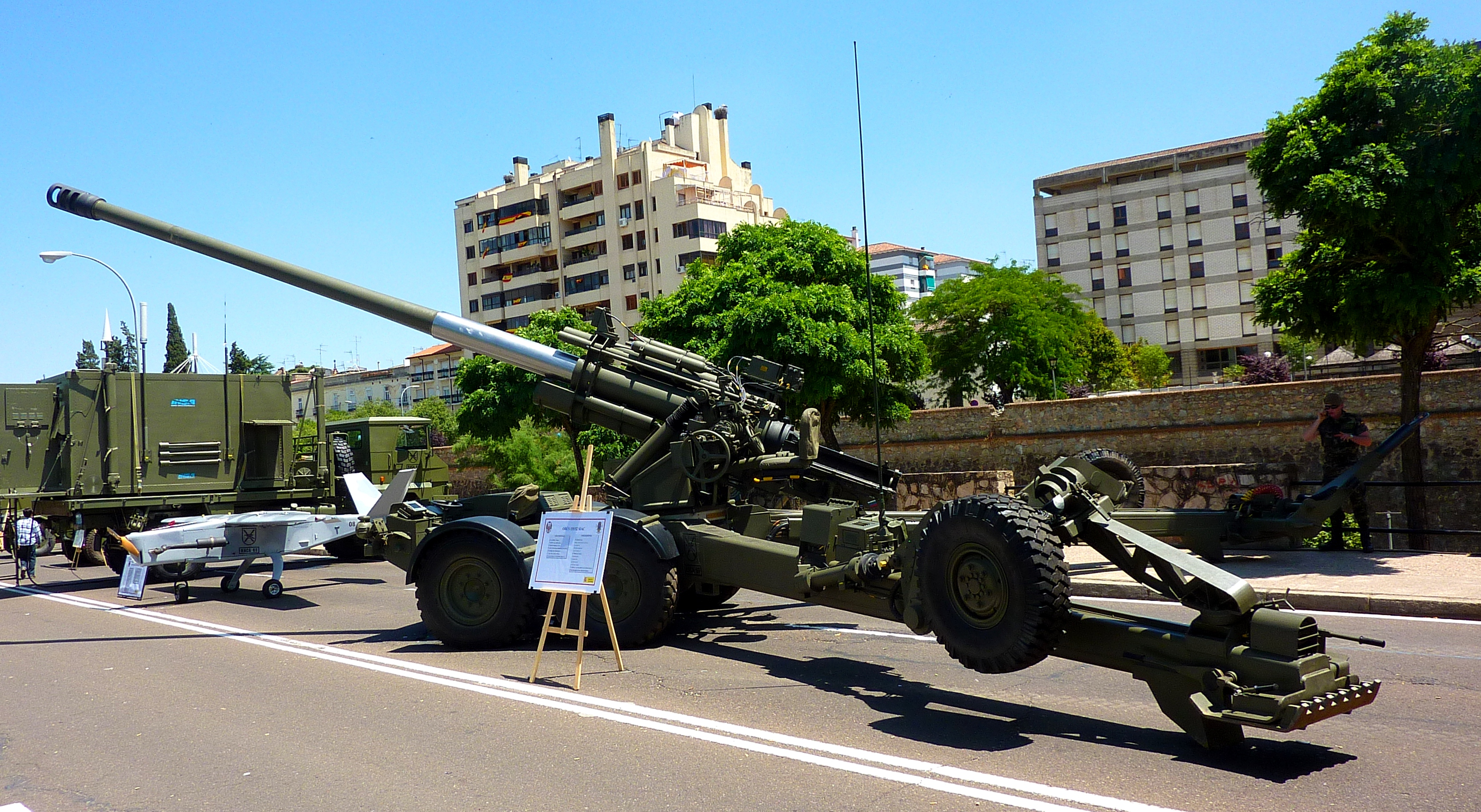
155/52 APU SBT

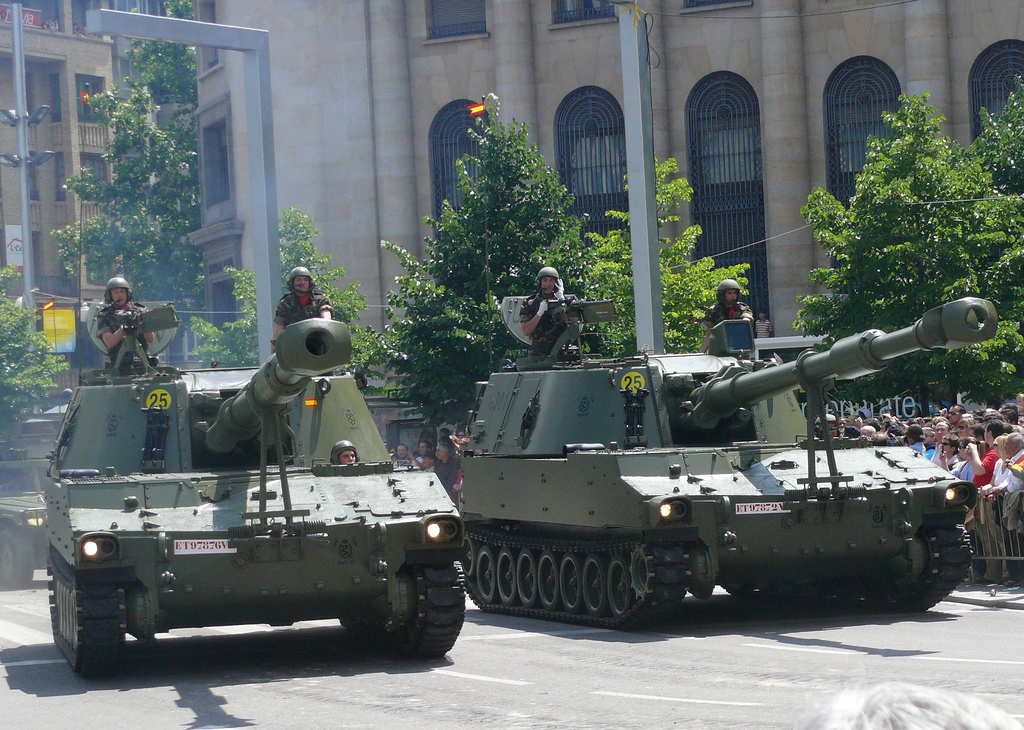
Panzerhaubitze M109 A5

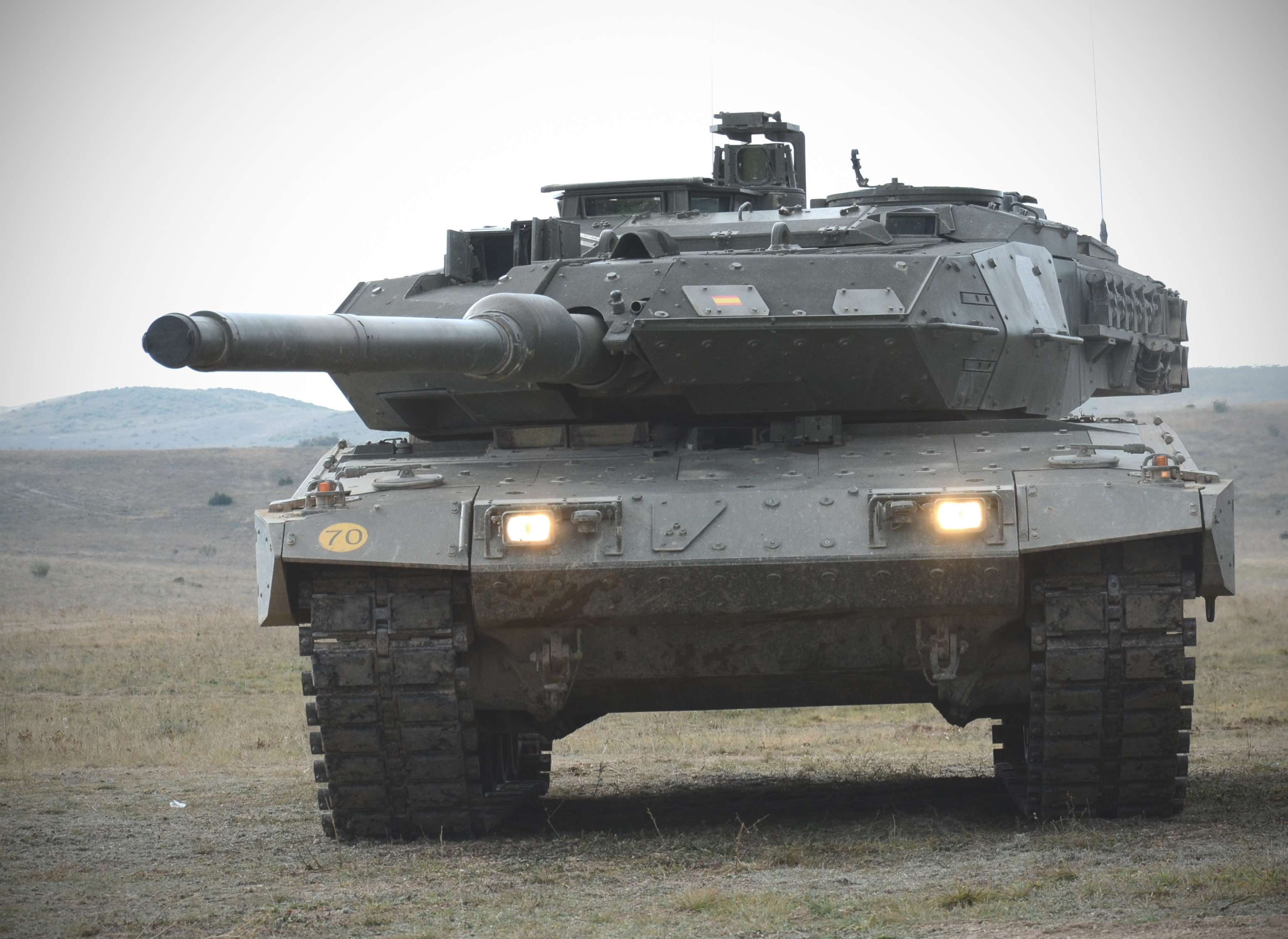
Spanischer Leopard 2E

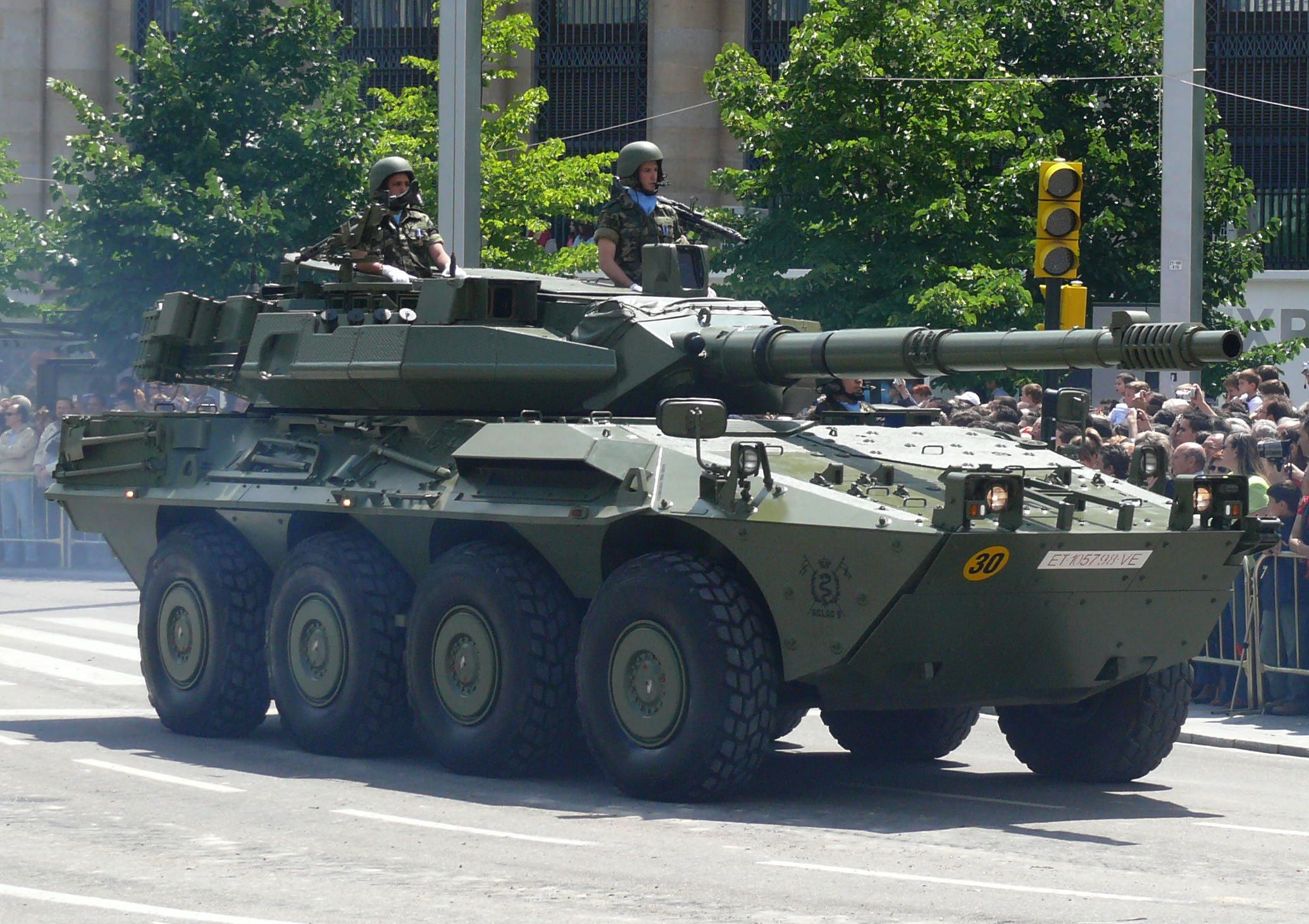
Centauro-Jagdpanzer

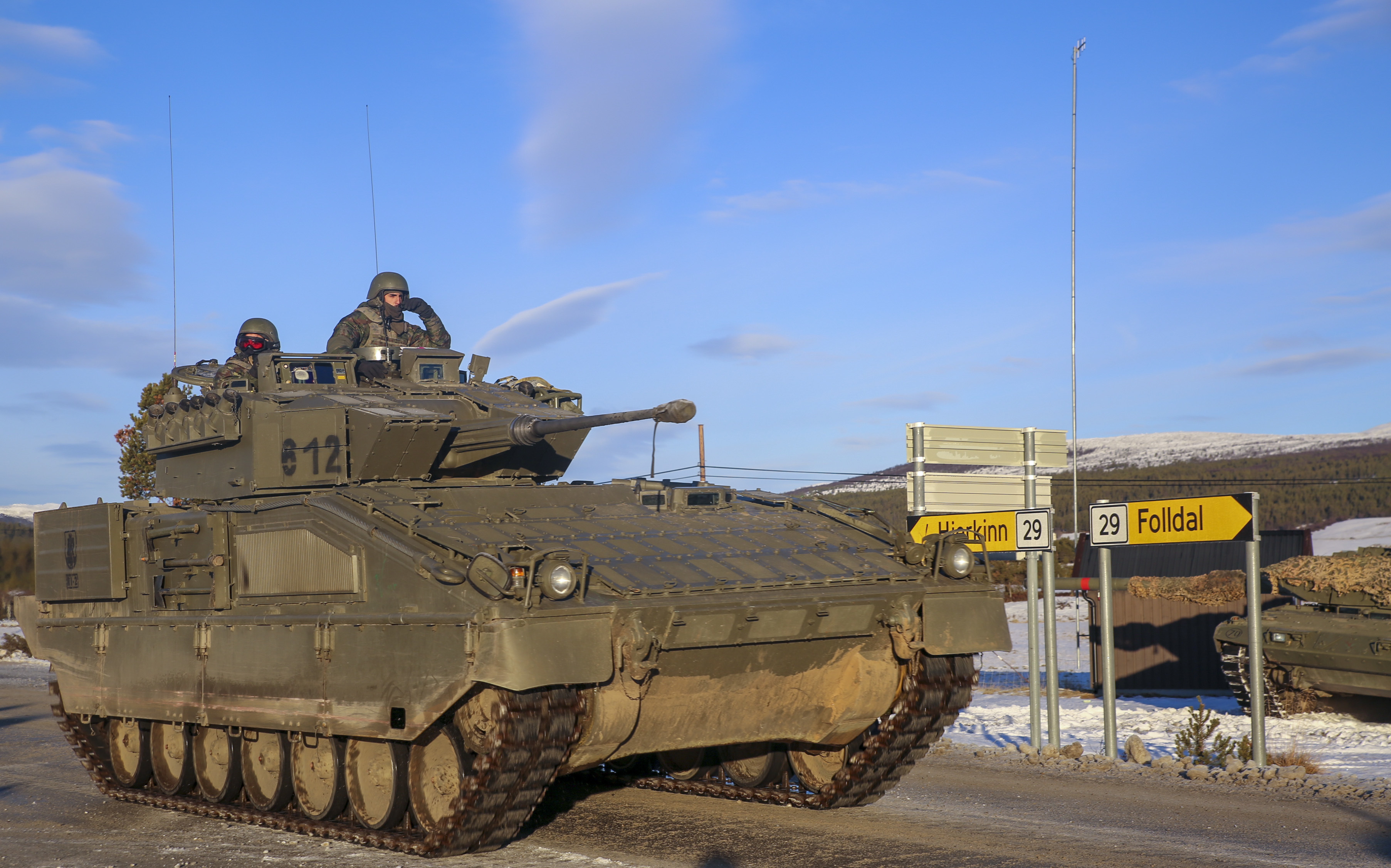
Pizarro-Schützenpanzer

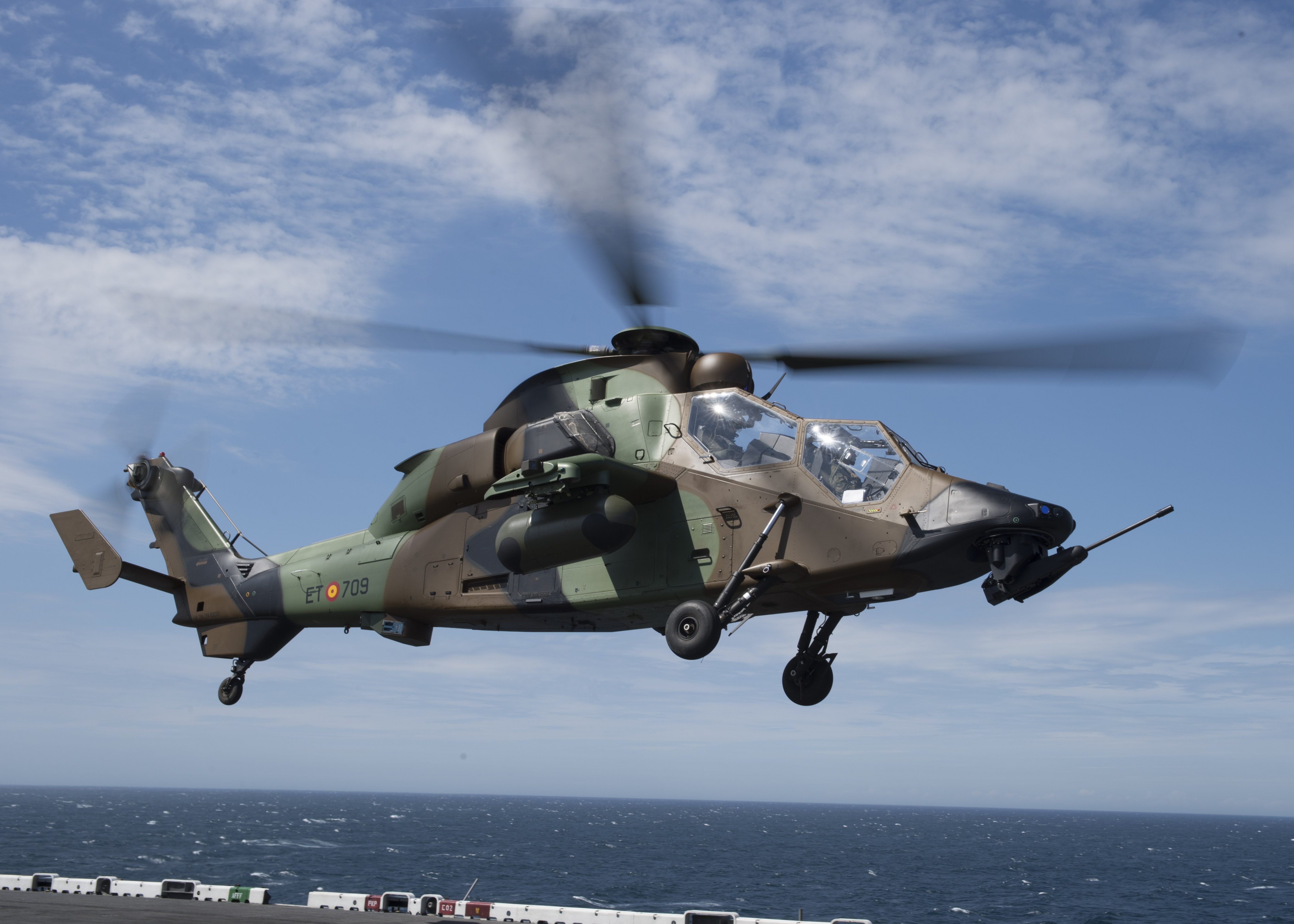
Spanischer Eurocopter Tiger HAD-E

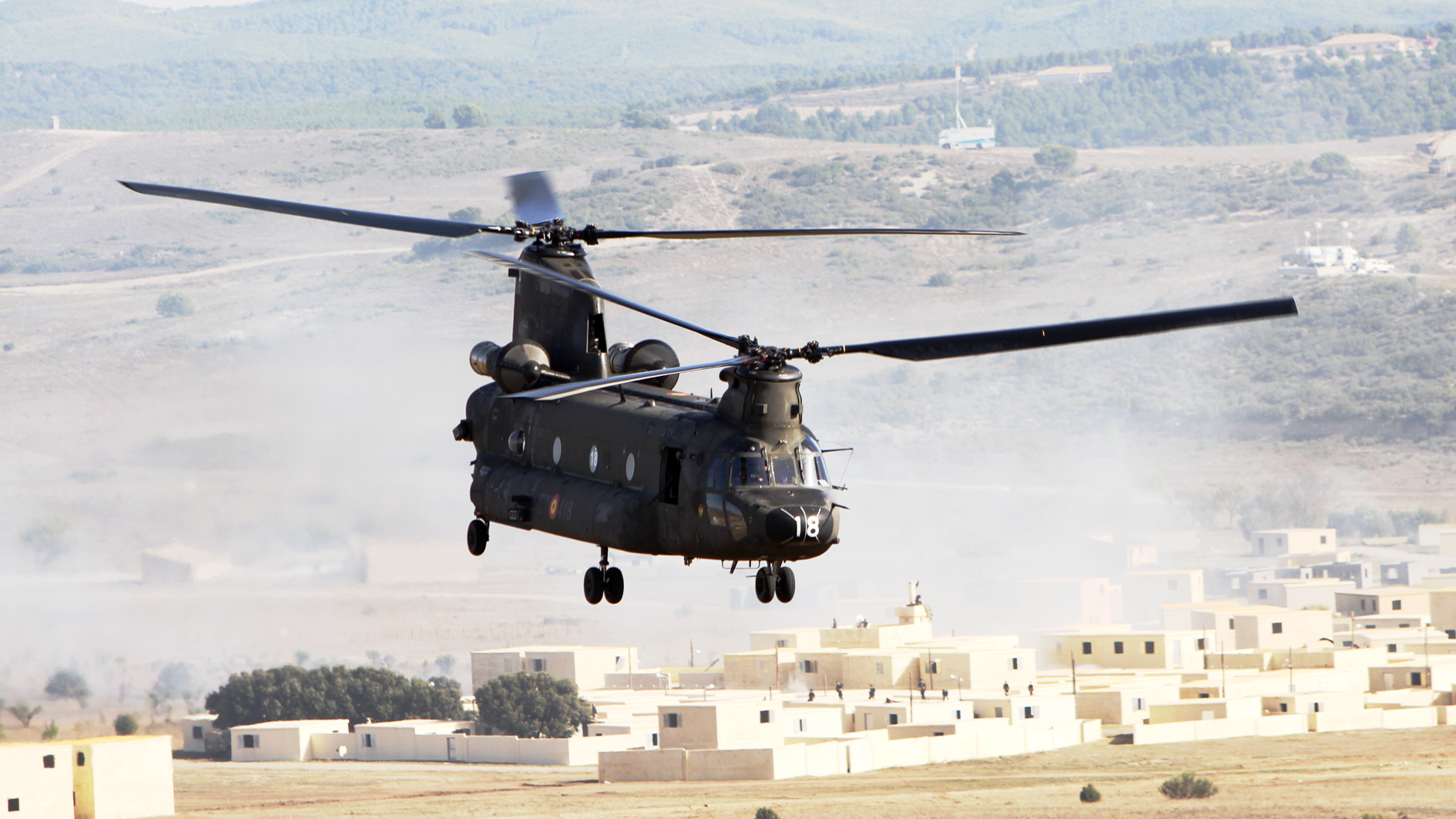
CH-47 Chinook der spanischen Armee

### Leichte Waffen
- Pistolen
  - HK USP
- Sturmgewehre
  - HK G36
- Scharfschützengewehre
  - Accuracy International AW50
  - Barrett M82A1
  - Barrett M95
- Maschinenpistolen
  - HK MP5
  - HK UMP
- Maschinengewehre
  - HK MG4
  - MG3
  - Browning M2HB
- Granatwerfer
  - HK AG36
  - LAG 40 (Santa Bárbara Sistemas)
- Mörser
  - ECIA L65/60
  - ECIA L65/81
  - ECIA L65/105
  - ECIA L65/120
  - Soltam Systems Cardom 120/81

### Artillerie
- Haubitzen
  - L118 Light Gun (Royal Ordnance Guns)
  - 155/52 APU SBT (Santa Bárbara Sistemas)
  - Panzerhaubitze M109 A5
- Panzerabwehr
  - Instalaza C-90 und C-100
  - MILAN 2-T
  - Spike LR/ER
  - TOW 2-A
- Flugabwehr
  - FlaK 35/90 (m. Skyguard Feuerleitsystem)
  - Mistral
  - MIM-23 HAWK
  - Aspide
  - NASAMS
  - MIM-104 Patriot

### Fahrzeuge
- Kampfpanzer
  - 219 Leopard 2E
  - 108 Leopard 2A4
- Jagdpanzer
  - 84 Centauro B-1
- Schützenpanzer
  - 227 Pizarro
- Spähpanzer
  - 208 Santa Bárbara VEC-M1
- Transportpanzer
  - 566 Pegaso BMR
  - 1213 M113A2
  - 20 Bandvagn 206S
- Bergepanzer
  - 16 Büffel
  - 4 Centauro VCREC (Bergepanzerversion des Freccia)
  - 22 M47ER3 (Basieren auf dem M47 Patton)
- Pionierpanzer
  - 38 ALACRÁN CZ 10/25 E (abgeleitet vom M60A1)
- Geschütztes Fahrzeug[3]
  - 150 RG-31 Mk5E Nyala
  - 14 MaxxPro Wrecker
  - 346 Iveco LMV
- Mehrzweckfahrzeuge
  - URO VAMTAC (Vehículo de Alta Movilidad Táctico)
  - 40 Bandvagn 206
  - M548
  - Santana Aníbal

### Luftfahrzeuge
- Kampfhubschrauber
  - 24 Eurocopter Tiger HAP/HAD (6 HAP und 18 HAD)
- Transporthubschrauber
  - 17 CH-47 Chinook
  - 26 NH90 TTH (15 in Dienst, 11 im Zulauf)
  - 17 AS 532 Cougar
  - 14 AS 332 Super Puma
- Mehrzweckhubschrauber
  - 5 AB 212
  - 12 Eurocopter EC 135
- UAVs[4]
  - 4 IAI Searcher MKII-J
  - 4 SIVA
  - 27 RQ-11B Raven

Siehe auch: Fuerzas Aeromóviles del Ejército de Tierra

### Kommunikations- und Führungssysteme
Das Spanische Heer führt die Elbit E-LynX Kommunikation in seinen Kapfbattalionen inkl. Blue Force Tracking ein.

### Neubeschaffungen
Pionierschützenpanzer (Vehículo de Combate de Zapadores, VCZAP Castor)
Im Zuge der zweiten Lieferphase der Pizarro Schützenpanzer, entschloss sich das spanische Heer dazu 36 der bestellten Fahrzeuge als Pionierpanzer auszulegen. Die Wanne des vehículo de combate de zapadores (Pionierschützenpanzer, VCZAP) soll, anders als die restlichen Pizarro des spanischen Heeres, auf dem ASCOD 2 basieren der sich bei der Ausschreibung für das Future Rapid Effect System der British Army durchsetzte. Die Spanischen VCZAP werden u. a. mit einer fernbedienbaren Waffenstation des Typs Samson Mini sowie Räumschild und Seilwinde ausgestattet sein. Die neuen Fahrzeuge sollen ab 2023 zulaufen
8×8 Radpanzer (Vehículo de Combate sobre Ruedas, VCR Dragón)
Um die bereits in die Jahre gekommenen BMR Radtransport- sowie die VEC M1 Radspähpanzer zu ersetzen, plant das spanische Heer die Beschaffung von insgesamt rund 1.000 8×8 Radpanzern in drei Lieferphasen auf der Basis des Piranha V. Die Fertigung übernimmt Tess Defence, ein Konsortium bestehend aus der spanischen Tochter von GDELS, Santa Bárbara Sistemas, sowie Indra Sistemas, SAPA Placencia und Escribano Mechanical & Engineering. In der ersten Phase sollen zwischen 2022 und 2025 348 Panzer ausgeliefert werden.
Mehrzweckkettenpanzer (Vehículo de Apoyo de Cadenas, VAC)
Im August 2023 gab die spanische Regierung grünes Licht für die Beschaffung von zunächst 394 Kettenpanzern in unterschiedlicher Konfiguration (Mannschaftstransportpanzer, Pionierpanzer, Sanitätspanzer, Panzermörser). Sie sollen sukzessive die M113A2 des spanischen Heeres ersetzen. Nach derzeitigen Planungen sollen die Fahrzeuge ebenfalls vom spanischen Konsortium Tess Defence gefertigt werden und, wie auch die Pionierpanzer Castor, auf dem ASCOD 2 basieren.
Mehrfachraketenwerfer (Sistema Lanzador de Alta Movilidad, SILAM)
Das Sistema Lanzador de Alta Movilidad (Hochbewegliches Raketenwerfersystem) ist ein Mehrfachraketenwerfer der auf dem israelischen PULS von Elbit Systems basiert und von einem Konsortium aus Escribano Mechanical and Engineering und Expal produziert werden soll. Im Dezember 2023 gab die spanische Regierung den Auftrag zur Beschaffung von 12 Mehrfachraketenwerfern sowie Raketen des Typs ACCULAR (40 km), EXTRA (150 km) und Predator Hawk (300 km).

## Verweise